# Yakıttepe, Kurtalan
Yakıttepe là một xã thuộc huyện Kurtalan, tỉnh Siirt, Thổ Nhĩ Kỳ. Dân số thời điểm năm 2008 là 135 người.